# Зелений Гай (Васильківська селищна громада)
Зеле́ний Гай — село у Синельниківському районі Дніпропетровської області. Водить до складу Васильківської селищної громади. Населення становить 7 осіб.

## Історія
12 червня 2020 року, відповідно до розпорядження Кабінету Міністрів України № 709-р від «Про визначення адміністративних центрів та затвердження територій територіальних громад Дніпропетровської області», увійшло до складу Васильківської селищної громади.
19 липня 2020 року, в результаті адміністративно-територіальної реформи і ліквідації Васильківського району, село увійшло до складу новоутвореного Синельниківського району.

## Географія
Село Зелений Гай розташоване на заході Синельниківського району. На південному сході межує з селом Партизани, на сході з селом Новочернігівське, на півночі з селом Шевченківське та на північному заході з селом Іванівське.